# Iiyama
Iiyama (Japans: 飯山市, Iiyama-shi) is een stad in de prefectuur Nagano op het Japanse eiland Honshu. De stad heeft een oppervlakte van 202,32 km² en had in 2007 ongeveer 24.200 inwoners.

## Geschiedenis
Iiyama werd op 1 augustus 1954 een stad (shie) door samenvoeging van de oude gemeente Iiyama met Akitsu, Tokiwa, Yanagihara, Tosama, Kijiema en Mizuhoo.

## Verkeer
Iiyama ligt aan de Iiyama-lijn van East Japan Railway Company.
Iiyama ligt aan de Jōshinetsu-autosnelweg en aan de  autowegen 117, 292 en 403.

## Aangrenzende steden
- Nagano
- Joetsu
- Myōkō